# Alberto Lettieri
Alberto Rodolfo Lettieri (Buenos Aires, 1959) est un historien, professeur d’université, essayiste et éditorialiste argentin. Son domaine de spécialité porte sur l’histoire politique et sur l’histoire du droit, tant en Argentine qu’en Amérique latine en général.

## Carrière d’auteur et d’enseignant
Après avoir soutenu en 2001 un doctorat en histoire à l’université de Buenos Aires, Alberto Lettieri fut engagé comme chercheur indépendant au CONICET (Conseil national de la recherche scientifique et technique) et enseigna de 2005 à 2008 la matière Problématique du monde actuel à l’Université ouverte interaméricaine (Universidad Abierta Interamericana, UAI). En 2006, il fut nommé professeur titulaire à l’université de Buenos Aires, où il se vit confier la chaire d’histoire argentine et d’histoire latino-américaine, dispensant plus spécifiquement des cours en histoire des systèmes politiques en Argentine. De 2012 à 2015, il exerça comme Directeur académique de l’Instituto Nacional de Revisionismo Histórico Argentino e Iberoamericano Manuel Dorrego. Il a également enseigné, en tant que professeur titulaire, l’histoire du droit à l’université de Palermo à Buenos Aires. En 2014 et 2015, il officia comme codirecteur du Cursus de spécialisation en histoire politique argentine (Carrera de Especialización en Historia Política Argentina) à l’UCES (Universidad de Ciencias Empresariales y Sociales, soit : Université de gestion d’entreprise et de sciences sociales), toujours à Buenos Aires.
Parallèlement à ses activités universitaires, Alberto Lettieri a contribué à des sites d’information en ligne, tels que Miradas al Sur, Infobaires 24, ABC en línea et Cadena BA, et comme chroniqueur politique aux périodiques Tiempo Argentino, Clarín, La Nación, Todo es Historia, Revista Ñ, Nuestra Cultura, Espacios, Revista 23, Página/12, et pour d’autres médias argentins et étrangers. Il intervient aussi comme animateur et éditorialiste dans nombre d’émissions de télévision et de radio, et comme scénariste de télévision et de cinéma.

## Publications

### Ouvrages (comme auteur ou co-auteur)
- (es) Vicente Fidel López. La construcción histórica de un liberalismo conservador, Buenos Aires, Biblos, 1995, 192 p. (ISBN 978-9507860980).
- (es) Historia contemporánea. De la revolución inglesa a la actualidad, Buenos Aires, EUDEBA, 1999, 165 p. (ISBN 978-9502309064) (en collaboration avec Ana Pfeiffer).
- (es) Los tiempos modernos, Buenos Aires, Ediciones del Signo, 2001, 374 p. (ISBN 978-9879816653) (auteur principal).
- (es) La República de las Instituciones. Proyecto, desarrollo y crisis del régimen político liberal en la Argentina en tiempos de la organización nacional, Buenos Aires, El Quijote, coll. « Faro de la historia », 2000, 398 p. (ISBN 978-9879812419) (rééd. 2009 chez Prometeo).
- (es) La república de la opinión. Política y opinión pública en Buenos Aires entre 1852 y 1862, Buenos Aires, Biblos, 1999, 168 p. (ISBN 978-9507862014).
- (es) La vida política en la Argentina del siglo XIX. Armas, votos y voces, Buenos Aires, Fondo de Cultura Económica (FCE), 2003, 335 p. (ISBN 978-9505575367) (en collaboration avec Hilda Sabato)[2].
- (es) La civilización en debate. Historia contemporánea: de las revoluciones burguesas al neoliberalismo, Buenos Aires, Eudeba, 2003, 510 p. (ISBN 978-950-23-1273-6) (rééd. chez Prometeo 2004, éd. revue, même éditeur 2008).
- (es) Seis lecciones de política, Buenos Aires, Prometeo, coll. « Libros de Confrontación », 2004, 336 p. (ISBN 978-9509217744) (éd. augmentée 2009, même éditeur).
- (es) Discutir el presente. Imaginar el futuro (la problematica del mundo actual), Buenos Aires, Prometeo, 2005, 264 p. (ISBN 978-9875740235).
- (es) Construcción de la República de la Opinión. Buenos Aires frente al Interior de 1850, Buenos Aires, Prometeo, 2006, 342 p. (ISBN 987-574-073-X).
- (es) Problemática del mundo actual. Globalización y capitalismo, Buenos Aires, Universidad Abierta Interamericana, 2007 (en collaboration avec María Josefina Regnasco et Marita González).
- (es) La historia argentina en clave nacional, federalista y popular, Buenos Aires, Norma/Kapelusz, coll. « La historia argentina », 2013 (ISBN 978-9501304763).
- (es) La batalla cultural y la mirada de la historia, Buenos Aires, Bauprés, 2014, 144 p. (ISBN 978-987-45095-4-3) (rééd. Fundación Ross, Rosario).

### Ouvrages collectifs (comme coordinateur)
- (es) La vida política en la Argentina del siglo XIX. Armas, votos y voces, Buenos Aires, Fondo de Cultura Económica (FCE), 2003, 335 p. (ISBN 978-9505575367) (en collaboration avec Hilda Sabato).
- (es) Política y sociedad: pensamiento clásico, “Estudio preliminar” y selección de fuentes, Buenos Aires, Ediciones del Signo, 2002, 171 p. (ISBN 9871074018).

### Chapitres d’ouvrage collectif
- (es) ¿Cambio o continuidad? 15 miradas sobre los gobiernos de Néstor Kirchner y Cristina Fernández de Kirchner, 2003-2013 (ouvrage collectif, sous la direction de Luis Ignacio García Sigman), Buenos Aires, Fundación Universidad de Belgrano, 2015, 403 p. (ISBN 978-950-697-082-6, lire en ligne), « La patria y la colonia », p. 23-29.
- (es) Constitución de 1949. Vigencia de sus principios básicos y consecuencias de su derogación (ouvrage collectif, sous la direction de Jorge Francisco Cholvis), Buenos Aires, Honorable Cámara de Diputados de la Nación / Imprenta del Congreso de la Nación, 2015, 542 p. (ISBN 978-950-685-013-5, lire en ligne), « La universidad y la creación de una nueva dirigencia », p. 393-406.
- (es) Aportes para pensar la Historia: desde el Estado, las políticas públicas y el protagonismo popular (ouvrage collectif, sous la direction de Rodrigo Franco), Buenos Aires, Escuela Superior de Gouvernement / Presidencia de la Nación, coll. « Cuadernos Anduma », 2015, 103 p., « Jorge Luis Boges, publicista ».
- (es) La Patria Grande y sus Pensadores (ouvrage collectif, sous la direction de Pacho O'Donnell), Buenos Aires, Ariel, coll. « La Otra Historia », 2015, 202 p. (ISBN 978-9873804090), « Pacho O'Donnell: Su lugar en la historiografía argentina ».
- (es) América Latina en perspectiva. Notas sobre la política y la sociedad en la Argentina, Brasil y Venezuela (ouvrage collectif, sous la direction de Teodoro Blanco), Buenos Aires, Biblos, 2009 (nouvelle éd. augmentée) (ISBN 978-950-786-183-3), « Ciudadanía y legitimidad política en la Argentina ».
- (es) IV Jornadas de Historia, metodología e interdisciplinariedad (annales du colloque tenu à l’université nationale de Luján en novembre 2005), Luján, Universidad Nacional de Luján (UNLu), 2005, « El peronismo y la educación técnica (1943-1955) ».
- (es) Discutir el presente, imaginar el futuro. La problemática del mundo actual (ouvrage collectif, sous la direction de Alberto Lettieri), Buenos Aires, Prometeo, coll. « Extramuros », 2005, 275 p. (ISBN 978-9875740235), « Estudio preliminar ».
- (es) Industrializacion y desarrollo. Un acercamiento a los procesos económicos contemporaneos (ouvrage collectif), Buenos Aires, Biblos, 2004 (ISBN 978-950-786-411-7), « De los años dorados a la Gran Depresión. Los Estados Unidos entre 1918 y 1945 ».
- (es) La vida política en la Argentina del siglo XIX. Armas, votos y voces (ouvrage collectif, sous la direction de Hilda Sabato & Alberto Lettieri), Buenos Aires, Fondo de Cultura Económica (FCE), 2003, 335 p. (ISBN 978-9505575367), « La guerra de las representaciones: la Revolución de Septiembre de 1852 y el imaginario social porteño ».
- (es) Modelos y procesos en la historia contemporánea (ouvrage collectif, sous la direction de Cristina Lucchini & Ana Pfeiffer), Buenos Aires, 2000, « De los años dorados a la Gran Depresión. Los Estados Unidos entre 1918 y 1945 ».
- (es) Liberalismo, estado y orden burgués (1852-1880) (ouvrage collectif, sous la direction de Marta Bonaudo), Buenos Aires, Sudamericana, coll. « Nueva Historia Argentina », 1999, 605 p. (ISBN 978-9500713856), « De la República de la Opinión a la República de las Instituciones ».
- (es) América Latina en perspectiva (ouvrage collectif, sous la direction de Teodoro Blanco), Buenos Aires, Biblos, 1998, « Ciudadanía y legitimidad política en la Argentina decimonónica ».
- (es) Participación local y desarrollo de las organizaciones públicas y privadas (ouvrage collectif, sous la direction de Aldo Meneses. Annales du 10e Séminaire international Participación local y desarrollo de las organizaciones públicas y privadas tenu à Santiago du Chili en juillet 1996), Santiago du Chili, Escuela de Gobierno, Gestión Pública y Ciencia Política/ Instituto de Ciencia Política / Universidad de Chile, 1997, « La opinión pública en los sistemas políticos decimonónicos: participación y legitimación ».
- (es) Las ideas y sus historiadores. Un fragmento del campo intelectual en los años noventa (ouvrage collectif, sous la direction d’Alejandro Herrero & Fabián Herrero), Santa Fe, Centro de Publicaciones, Universidad Nacional del Litoral, 1996, 284 p. (ISBN 978-9509840768), « Encuesta ».
- (es) Memorias de investigación (ouvrage collectif), Buenos Aires, Facultad de Filosofía y Letras / UBA, 1993, « Una aproximación al análisis de la historia de la Opinión Pública argentina entre 1862 y 1868: la Opinión Pública en el discurso parlamentario ».
- (es) Industrialización y desarrollo. Un acercamiento a los procesos económicos contemporáneos (ouvrage collectif), Buenos Aires, Biblos, 2004, 220 p. (ISBN 950-786-411-3), « De los años dorados a la Gran Depresión: Estados Unidos entre 1918 y 1945 (en collaboration avec Ana Recayte) ».

### Articles dans des publications scientifiques
- (es) « La formación del sistema político moderno. Legitimidad, opinión pública y sistema político. Argentina, 1862-1868 », Cuadernos de Investigación del Instituto Ravignani, Buenos Aires, Instituto de Historia Argentina y Americana "Dr. Emilio Ravignani", Universidad de Buenos Aires, no 8,‎ 1995.
- (es) « El peronismo en perspectiva », Anuario, Salta, Escuela de Historia, Universidad Nacional de Salta (UNSa),‎ 2012, p. 37-43.
- (es) « Culturas politicas », Nuestra Cultura, Buenos Aires, Secretaría de Cultura de la Nación,‎ 2012.
- (es) « Repensando el 19 y 20 de diciembre de 2001 », Bicentenario, Buenos Aires, Ministerio de Educación,‎ 2011.
- (es) « El Che Guevara y Juan D. Perón: reflexiones sobre la relación entre imperialismo y libertad de prensa », Secuencia, revista de historia y ciencias sociales, Ciudad de México, Instituto Mora / Conacyt,‎ 2010 (ISSN 0186-0348).
- (es) « Repensando el municipio », Revista del Colegio de Abogados, Buenos Aires, Colegio de Abogados, no 123,‎ 2009.
- (es) « Democracia, Estado y liberalismo », Presente y Pasado, Revista de Historia, Caracas, Universidad de los Andes, vol. 15, no 29,‎ janvier-juin 2010, p. 55-96 (ISSN 2343-5682).
- (es) « Alexis de Tocqueville y la crítica de la democracia », De Sur a Norte. Perspectivas Sudamericanas sobre Estados Unidos, Buenos Aires, Fundación Centro de Estudios Americanos (CEA), vol. 7, no 13,‎ 2006.
- (es) « La cuestión del régimen político en los proyectos de la nación Argentina (mediados del siglo XIX) », Revista de Indias, Madrid, CSIC, vol. LXV, no 234,‎ mai-août 2005, p. 535-564 (ISSN 0034-8341).
- (es) « La matriz institucional de la política porteña en tiempos de la República de la Opinión. Liberales y federales: entre la alianza y el antagonismo (1854-1857) », Estudios Sociales, Rosario, Centro de Publicaciones, Universidad Nacional del Litoral, no 28,‎ 1er semestre 2005 (ISSN 0327-4934, lire en ligne).
- (es) « La prensa republicana en Buenos Aires: de Caseros a Pavón (1852-1861) », Secuencia, revista de historia y ciencias sociales, Mexico, Instituto Mora / Conacyt, no 61,‎ janvier-avril 2005 (ISSN 0186-0348).
- (es) « ¿Qué hacer con la victoria? La dirigencia porteña frente al desafío de  organización nacional (1861-1862) », Desarrollo Económico. Revista de Ciencias Sociales, Buenos Aires, Instituto de Desarrollo Económico y Social, vol. 43, no 171,‎ octobre-décembre 2003, p. 469 (ISSN 0046-001X, lire en ligne).
- (es) « Una experiencia republicana en Buenos Aires », Desarrollo Económico. Revista de Ciencias Sociales, Buenos Aires, Instituto de Desarrollo Económico y Social, vol. 39, no 154,‎ juillet-septembre 1999 (ISSN 0046-001X).
- (es) « Repensar la política facciosa: la Conciliación de los partidos políticos de 1877 en Buenos Aires », Boletín de Historia Argentina y Americana, Buenos Aires, FCE Facultad de Filosofía y Letras / UBA, no 19,‎ 1er semestre 1999.
- (es) « Opinión pública y régimen político en Buenos Aires después de Caseros », Investigaciones y Ensayos, Buenos Aires, Academia Nacional de la Historia de la República Argentina, no 49,‎ 1999.
- (es) « La conciliación de los partidos de 1877 y la política exterior con los países vecinos. Una interpretación alternativa », Anuario de la Escuela de Historia, Rosario, Facultad de Humanidades y Artes, Universidad Nacional de Rosario, no 18,‎ 1997-1998.
- (es) « La construcción del consenso político en la Argentina moderna. Poder político y sociedad civil en Buenos Aires entre 1852 y 1861 », Secuencia, revista de historia y ciencias sociales, Mexico, Instituto de Investigaciones Dr. José M. L. Mora, no 40,‎ 1998 (1er cahier (ISSN 0186-0348).
- (es) « La República de la Opinión. Poder político y sociedad civil en Buenos Aires entre 1852 y 1861 », Revista de Indias, Madrid, Consejo Superior de Investigaciones Científicas (CSIS), vol. 57, no 210,‎ mai-août 1997, p. 475-510 (ISSN 0034-8341, lire en ligne).
- (es) « La nacionalidad en debate. El Payador de Leopoldo Lugones », Boletín de Historia de la Fundación para el Estudio del Pensamiento Argentino e Iberoamericano (FEPAI), Buenos Aires, Fundación para el Estudio del Pensamiento Argentino e Iberoamericano, no 29,‎ xv.
- (es) « Del liberalismo notabilar a la democracia deferencial », Estudios Sociales, Rosario, Centro de Publicaciones, Universidad Nacional del Litoral, no 12,‎ 1er semestre 1997 (ISSN 0327-4934).
- (es) « La construcción del consenso en los inicios del sistema político moderno argentino (1862-1868) », Anuario de Estudios Americanos, Séville, Escuela de Estudios Hispano-Americanos, Consejo Superior de Investigaciones Científicas (CSIC), vol. 52, no 2,‎ 1995, p. 151-177 (ISSN 0210-5810, lire en ligne).
- (es) « ¿Cómo se enseña Historia Argentina en las Universidades Nacionales? », Estudios Sociales, Rosario, Centro de Publicaciones, Universidad Nacional del Litoral, no 10,‎ 1er semestre 1996, p. 159-206 (ISSN 0327-4934).
- (es) « Formación y disciplinamiento de la Opinión Pública en los inicios del sistema político moderno. Argentina 1862-1868 », Entrepasados. Revista de historia, Buenos Aires, no 6,‎ iv (ISSN 0327-649X).
- (es) « Opinión Pública y discurso político: algunas reflexiones sobre el problema de la legitimación política durante el período 1862-1868 », Boletín de Historia de la Fundación para el Estudio del Pensamiento Argentino e Iberoamericano (FEPAI), Buenos Aires, Fundación para el Estudio del Pensamiento Argentino e Iberoamericano, no 24,‎ 2e semestre 1994.
- (es) « Organización política y construcción de ámbitos de legitimación en el discurso presidencial de Bartolomé Mitre », Boletín de Historia de la Fundación para el Estudio del Pensamiento Argentino e Iberoamericano (FEPAI), Buenos Aires, no 22,‎ 2e semestre 1993.
- (es) « Hacia una historia de la opinión pública en la Argentina », Boletín de Historia de la Fundación para el Estudio del Pensamiento Argentino e Iberoamericano (FEPAI), Buenos Aires, no 19,‎ 1er semestre 1992.